# Tipula sanctaecruzae
Tipula sanctaecruzae är en tvåvingeart som beskrevs av Alexander 1973. Tipula sanctaecruzae ingår i släktet Tipula och familjen storharkrankar. Inga underarter finns listade i Catalogue of Life.